# Groupe Euskal Herria Bildu au Congrès des députés
Le groupe parlementaire Euskal Herria Bildu (en espagnol : grupo parlamentario Euskal Herria Bildu) est un groupe parlementaire espagnol constitué au Congrès des députés, chambre basse des Cortes Generales.

## Historique

### Constitution
Le groupe parlementaire d'Euskal Herria Bildu est un groupe parlementaire créé pour la première fois pour la XIVe législature. Il est alors composé de 5 élus issus des élections générales de novembre 2019.

### Effectifs
| Législature | Années             | Représentation | Porte-parole    |
| ----------- | ------------------ | -------------- | --------------- |
| XIVe        | déc. 2019-mai 2023 | 5 / 350        | Mertxe Aizpurua |
| XVe         | Depuis août 2023   | 6 / 350        | Mertxe Aizpurua |

### Porte-parole
| Début      | Fin         | Porte-parole    |
| ---------- | ----------- | --------------- |
| 03/12/2019 | En fonction | Mertxe Aizpurua |